# Riverdale (Dakota du Nord)
Pour les articles homonymes, voir Riverdale.
La ville de Riverdale est située dans le comté de McLean, dans l’État du Dakota du Nord, aux États-Unis. Lors du recensement de 2010, sa population s’élevait à 205 habitants.

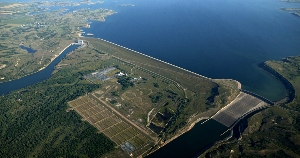
Barrage Garrison, près de Riverdale. Corps du génie de l'armée des États-Unis, le quartier général du projet Garrison se trouve à Riverdale.

## Démographie
| 1990 | 2000 | 2010 | - | - | - |
| ---- | ---- | ---- | - | - | - |
| 283  | 273  | 205  | - | - | - |

## Source
- (en) Cet article est partiellement ou en totalité issu de l’article de Wikipédia en anglais intitulé « Riverdale, North Dakota » (voir la liste des auteurs).

1. ↑  (en) « Statistiques des États-Unis - Dakota du nord - Profils des comtés de 2010 » (consulté en juin 2021)